# Obołoń (wieś)
Obołoń (ukr. Оболонь) – wieś na Ukrainie, w obwodzie połtawskim, w rejonie krzemieńczuckim, siedziba hromady. W 2001 liczyła 2183 mieszkańców, spośród których 2145 wskazało jako ojczysty język ukraiński, 31 rosyjski, 1 mołdawski, 2 białoruski, 2 ormiański, 1 polski, a 1 inny.